# St. Louis Film Critics Association
St. Louis Film Critics Association (SLFCA) é uma organização de críticos de cinema operando em Greater St. Louis, Missouri e Illinois.